# Academia Brasileira de Letras Jurídicas
Academia Brasileira de Letras Jurídicas (ABLJ) é uma organização acadêmica brasileira dedicada à cultura jurídica e com sede no Rio de Janeiro. Foi fundada de 06 de setembro de 1975. Os juristas são elegíveis para compor a organização, sendo ao todo 50 cadeiras, que são ocupadas de forma perpétua após aprovação em votação secreta. 
Publica desde 1985 o periódico denominado Revista da Academia Brasileira de Letras Jurídicas (ISSN 2525-4057), com artigos acadêmicos e outros conteúdos de temática jurídica. 
Dentre os seus fundadores de destaque estão Orlando Gomes, Caio Mário da Silva Pereira, Paulo Bonavides, Oscar Dias Correia, Miguel Reale, Djaci Falcão, Clóvis do Couto e Silva. A primeira mulher admitida na Academia foi a jurista Ada Pellegrini Grinover. 

## Acadêmicos

### Geral
| Cadeira | Patrono                           | Patrono                           | Fundador                    | Fundador                                | Sucessores                                                                                 |
| Cadeira | Imagem                            | Nome                              | Imagem                      | Nome                                    | Sucessores                                                                                 |
| ------- | --------------------------------- | --------------------------------- | --------------------------- | --------------------------------------- | ------------------------------------------------------------------------------------------ |
| 1       | Eduardo Espínola                  | Eduardo Espínola                  | Orlando Gomes               | Orlando Gomes                           | - José Frederico Marques - Arnoldo Wald                                                    |
| 2       | Joaquim Xavier Guimarães Natal    | Joaquim Xavier Guimarães Natal    |                             | Adahyl Lourenço Dias                    | - Arion Sayão Romita - Vaga                                                                |
| 3       | Tobias Barreto                    | Tobias Barreto                    |                             | Hamilton de Moraes Barros               | - Athos Carneiro - Cláudia Lima Marques                                                    |
| 4       | Afonso Arinos                     | Afonso Arinos de Melo Franco      | Paulo Bonavides             | Paulo Bonavides                         | - Gustavo Binenbojm                                                                        |
| 5       |                                   | Augusto Meira                     |                             | Sílvio Meira                            | - Ada Pellegrini Grinover - Maria Sylvia Zanella Di Pietro                                 |
| 6       | Clóvis Beviláqua                  | Clóvis Beviláqua                  |                             | Dulcídides de Toledo Pizza              | - José Manoel Arruda Alvim - Vaga                                                          |
| 7       | Nelson Hungria                    | Nelson Hungria                    |                             | Everardo Moreira Lima                   | - Vaga                                                                                     |
| 8       | Francisco Jê Acaiaba de Montezuma | Francisco Jê Acaiaba de Montezuma |                             | Raul Floriano da Silva                  | - Arnaldo Süssekind - Nelson Mannrich                                                      |
| 9       |                                   | Augusto Saboia da Silva Lima      |                             | Carlos de Oliveira Ramos                | - Marcos Afonso Borges                                                                     |
| 10      | Ruy Barbosa                       | Ruy Barbosa                       |                             | Aloysio Maria Teixeira                  | - Edson Fachin                                                                             |
| 11      | Alfredo de Vilhena Valladão       | Alfredo Valladão                  |                             | Oscar Moreira Sodré de Aragão           | - Rubens Limongi França - Ivo Dantas                                                       |
| 12      | Luís Gallotti                     | Luís Gallotti                     |                             | Sílvio Macedo                           | - Sálvio de Figueiredo Teixeira - José Rogerio Cruz e Tucci                                |
| 13      |                                   | Evaristo de Morais                |                             | Albino Lima                             | - Álvaro Villaça Azevedo                                                                   |
| 14      |                                   | Odilon de Andrade                 |                             | Brenno de Andrade                       | - Aluisio Gonçalves de Castro Mendes                                                       |
| 15      |                                   | Luís Machado Guimarães            |                             | Luiz Antônio de Andrade                 | - Sergio de Andréa Ferreira                                                                |
| 16      | Haroldo Valladão                  | Haroldo Valladão                  |                             | Alberto Bittencourt Cotrim Neto         | - João Mestieri                                                                            |
| 17      |                                   | Roberto Lira                      | Oscar Dias Correia          | Oscar Dias Correia                      | - Ayres Britto                                                                             |
| 18      |                                   | Joaquim Gondim Filho              |                             | Mario Neves Baptista                    | - Alcides de Mendonça Lima - Dejalma de Campos - Edvaldo Brito                             |
| 19      | José Soriano de Souza             | José Soriano de Souza             |                             | Arthur Machado Paupério                 | - José Augusto Delgado - Vaga                                                              |
| 20      | Augusto Teixeira de Freitas       | Augusto Teixeira de Freitas       |                             | Custódio de Azevedo Bouças              | - Nelson Saldanha - Aurélio Wander Chaves Bastos                                           |
| 21      |                                   | Antônio Ferreira Cesarino Júnior  |                             | Geraldo Vidigal                         | - Antônio Celso Alves Pereira                                                              |
| 22      |                                   | Carlos Maximiliano                |                             | Paulino Ignácio Jacques                 | - Francisco Amaral                                                                         |
| 23      | Valdemar Ferreira                 | Valdemar Ferreira                 |                             | Vandick Londres da Nóbrega              | - Jorge Alberto Romeiro - Lúcia Valle Figueiredo - Cesar Asfor Rocha                       |
| 24      | Joaquim Nabuco                    | Joaquim Nabuco                    |                             | Antônio Paiva Melo                      | - José da Silva Pacheco - Heloisa Helena Gomes Barboza                                     |
| 25      |                                   | Luiz A. da Costa Carvalho         |                             | José de Moura Rocha                     | - José Gláucio Veiga - Antônio Carlos Palhares Moreira Reis                                |
| 26      |                                   | Pedro Lessa                       | Miguel Reale                | Miguel Reale                            | - Paulo José da Costa Jr. - Leonardo Greco                                                 |
| 27      |                                   | Amilcar de Araújo Falcão          |                             | Ernesto Queiroz Júnior                  | - Zeno Veloso - José Roberto de Castro Neves                                               |
| 28      | Orozimbo Nonato                   | Orozimbo Nonato                   | Caio Mário da Silva Pereira | Caio Mário da Silva Pereira             | - Gilmar Mendes                                                                            |
| 29      | Sílvio Romero                     | Sílvio Romero                     |                             | Djacir Menezes                          | - Luis de Pinho Pedreira - Adherbal Augusto de Meira Mattos                                |
| 30      | João Barbalho Uchôa Cavalcanti    | João Barbalho Uchôa Cavalcanti    |                             | Djaci Falcão                            | - José Augusto Monteiro Cruz Rodrigues Pinto                                               |
| 31      |                                   | Joaquim Gondim Neto               |                             | J. M. Othon Sidou                       | - Theóphilo de Azeredo Santos - Luiz Fernando Coelho                                       |
| 32      | Edmundo Lins                      | Edmundo Lins                      |                             | Luiz Antonio Severo da Costa            | - José Alfredo de Oliveira Baracho - Luiz Fux                                              |
| 33      |                                   | Cristovam Breiner                 |                             | Ives Gandra Martins                     |                                                                                            |
| 34      |                                   | Myrtaristides Toledo Piza         |                             | Silvio Henriques de Siqueira            | - Amauri Mascaro Nascimento - Antônio Álvares da Silva                                     |
| 35      | Inglês de Sousa                   | Inglês de Sousa                   |                             | Oswaldo de Souza Valle                  | - Ricardo Pereira Lira                                                                     |
| 36      | Ribeiro da Costa                  | Ribeiro da Costa                  |                             | Océlio de Medeiros                      | - Moreira Alves - Vaga                                                                     |
| 37      |                                   | César Salgado                     |                             | Carlos Coqueijo                         | - Élson Guimarães Gottschalk - Wellington Moreira Pimentel - José dos Santos Pereira Braga |
| 38      |                                   | Francisco de Paula Batista        |                             | Francisco José de Souza                 | - Joacil Pereira - Paulo Cezar Pinheiro Carneiro                                           |
| 39      | Oliveira Viana                    | Oliveira Viana                    |                             | Luiz Roberto de Rezende Puech           | - Josaphat Marinho - Manoel Gonçalves Ferreira Filho                                       |
| 40      | Antônio Ferreira Viana            | Antônio Ferreira Viana            |                             | Mozart Victor Russomano                 | - Adroaldo Furtado Fabrício                                                                |
| 41      |                                   | Arthur Whitaker                   |                             | Luiz Fernando Whitaker Tavares da Cunha |                                                                                            |
| 42      | Lafayette Rodrigues Pereira       | Lafayette Rodrigues Pereira       |                             | Clóvis do Couto e Silva                 | - Carlos Velloso                                                                           |
| 43      | Pedro Calmon                      | Pedro Calmon                      |                             | Roberto Ferreira Rosas                  |                                                                                            |
| 44      | José Antônio Pimenta Bueno        | José Antônio Pimenta Bueno        | Nelson Carneiro             | Nelson Carneiro                         | - Vaga                                                                                     |
| 45      | Pontes de Miranda                 | Pontes de Miranda                 |                             | Luiz Pinto Ferreira                     | - Semy Glanz                                                                               |
| 46      | Epitácio Pessoa                   | Epitácio Pessoa                   | Alcides Carneiro            | Alcides Carneiro                        | - Alfredo Buzaid - Barbosa Moreira - Humberto Theodoro Júnior                              |
| 47      | Jacy de Assis                     | Jacy de Assis                     |                             | Raul Machado Horta                      | - Cançado Trindade - Vaga                                                                  |
| 48      |                                   | Ary de Azevedo Franco             |                             | Milton Menezes da Costa                 | - Sergio Ferraz                                                                            |
| 49      |                                   | João Mendes de Almeida Júnior     |                             | Galeno Lacerda                          | - Judith Martins-Costa                                                                     |
| 50      | Laudo Ferreira de Camargo         | Laudo de Camargo                  |                             | Laudo de Almeida Camargo                | - Gustavo Tepedino                                                                         |

## Prêmios e publicações
A Academia Brasileira de Letras Jurídicasagracia personalidades com os seguintes prêmios:
- Prêmio Jurídico “Machado Paupério – Paulino Jacques”
- Prêmio Jurídico “Orlando Gomes - Elson Gottschalk”
- Medalha Mérito “Pontes de Miranda”

A Academia é responsável pela edição do "Dicionário Jurídico", publicado primeiramente em 1990, e atualmente em sua décima  edição.